# Nicolas Craig
Pour les articles homonymes, voir Craig.
 (août 2022).
 (avril 2023).
Nicolas Craig est un artiste canadien né en 1990 et originaire de Montréal, au Québec. Il fait partie des artistes muralistes de Montréal. Il réalise la plupart de ses œuvres dans un style contemporain et surréaliste.

## Biographie
Nicolas Craig est un artiste canadien né en 1990 à Montréal. Poussé par une attirance pour le danger, il a commencé à appréhender l'art et à attiser sa passion dès son adolescence, grâce au graffiti qui l'a initié à ce qui sera plus tard sa forme principale d'art : la peinture murale.  
Il s'est petit à petit formé à cet art et a obtenu par la suite un baccalauréat en Arts Visuels et Médiatiques à l'Université du Québec à Montréal (UQAM) afin de perfectionner ses techniques et se professionnaliser. C'est dans le même temps qu'il commence à examiner les œuvres de divers artistes, dont les plus représentatifs sont Takashi Murakami, Andy Warhol et Banksy. 
Il opère maintenant principalement à Montréal et a travaillé en partenariat avec MU, mettant donc son savoir-faire au service de l'embellissement de la ville. Il réalise des expositions dans plusieurs galeries de différentes villes, notamment chez L'Original (Montréal) et Barsacq (Paris).  
Poussé par l'admiration qu'il éprouve pour Andy Warhol, il a pu réaliser une exposition au côté de ses œuvres, lui permettant ainsi de se rapprocher du premier de ses artistes mentors, au sein de la galerie L'Original, tenu par Dorian Verdier Grand avec qui il s'est petit à petit lié d'amitié et avec qui il travaille régulièrement.  

## Style artistique
Nicolas Craig s'est spécialisé dans le style contemporain et surréaliste. Il peint principalement des œuvres murales, à l'estampe ou en peinture lyrique, qu'il distingue par le fond menant à la forme finale. Ainsi la peinture à l'estampe lui permet de se concentrer sur la création de visages ou d'objets lorsque la peinture lyrique lui donne la liberté de se concentrer sur les mouvements et les déformations.
Il bâtit son art lyrique autour d'axes choisis tel qu'il le décrit lui-même sur son site :

« Je fais mes recherches autour de la femme. La gent féminine est souvent mise en image dans un contexte de surabondance de corps. Ces amas d’humains sont déconstruits et décontextualisés. Ils sont généralement juxtaposés à d’autres types d’images, ce qui crée une friction entre les corps et les ‘’intrus’’ sporadiques. Que ce soit par fragmentation, superposition ou juxtaposition, j’aime mélanger les genres en les confrontant à la figure humaine. »

— Nicolas Craig
Ses œuvres à l'estampe se veulent souvent plus engagées politiquement ou peuvent au contraire arborer un aspect ludique, comme il le décrit encore :

« Derrière chaque estampe se cache un message que l’artiste a envie de dénoncer d’une manière singulière. [...] La démarche de l’artiste peut être ludique tout comme engagée, toujours en y alliant un côté pop-art qui fait sa singularité. On y retrouve des notions de contraste, d’opposition ou encore de renforcement qui permettent de faire apparaître l’envers du décor et d’amener à des discussions sur certains enjeux oubliés. »

— Nicolas Craig
Nicolas Craig se concentre donc autant sur le fond que sur la forme, aimant à donner un caractère spécifique à chacune de ses œuvres.